# Monedes commemoratives de 2 euros emeses el 2010
El 2010 Espanya inicia l'emissió de monedes dedicades als llocs declarats Patrimoni de la Humanitat per la UNESCO.
| Imatge | Estat             | Disseny                                                                                                | Volum                     | Data                    |
| --- | ----------------- | --- | ------------------------- | ----------------------- |
| | Luxemburg         | Les armes del gran duc                                                                                 | 500.000 monedes           | 14 de gener del 2010    |
| Descripció: A la destra del cercle central s'hi representa l'efígie del gran duc Enric mirant cap a la dreta i, a la sinistra, hi ha l'escut d'armes del gran duc, damunt del qual apareix l'any d'emissió i, a banda i banda, les marques del gravador i de la seca, elements tots plegats que se solapen lleugerament sobre el cercle exterior de la moneda. A la part de sota, el nom de l'estat emissor, LËTZEBUERG, també sobreïx una mica del cercle central. A la corona exterior de la moneda apareixen les dotze estrelles de la Unió Europea envoltant el disseny central.                                            |                   | |                           |                         |
| |                   | |                           |                         |
| | Alemanya          | L'Ajuntament de Bremen i l'estàtua de Rotllan (Estat de Bremen) Cinquena de la sèrie dels Bundesländer | 30 milions de monedes     | 29 de gener del 2010    |
| Descripció: A la part interior de la moneda apareix l'Ajuntament de Bremen, amb l'estàtua de Rotllan en primer terme, a la destra. A la sinistra, sota l'edifici, hi ha el nom de l'estat federal, BREMEN. A dalt de tot a la destra, la marca de la seca, i a sota de tot les inicials de l'artista, BB (Bodo Broschat). La inicial de l'estat emissor, D, i l'any d'emissió apareixen a la corona exterior de la moneda, a dalt i a baix respectivament; entre totes dues inscripcions apareixen les dotze estrelles de la Unió Europea envoltant el disseny central.                                                         |                   | |                           |                         |
| |                   | |                           |                         |
| | Espanya           | Centre històric de Còrdova                                                                             | 8 milions de monedes      | 3 de març del 2010      |
| Descripció: Al cercle central s'hi representa l'interior de la Mesquita Catedral de Còrdova. La marca de la seca apareix a la destra, i a sota de tot el nom de l'estat i la data d'emissió ESPAÑA 2010. A la corona exterior de la moneda apareixen les dotze estrelles de la Unió Europea envoltant el disseny central. |                   | |                           |                         |
| |                   | |                           |                         |
| | Eslovènia         | 200è. aniversari del Jardí Botànic de Ljubljana                                                        | 1 milió de monedes        | 10 de maig del 2010     |
| Descripció: Al cercle central hi ha una representació de la planta anomenada Rebrinčevolistna Hladnikija en eslovè; a la destra, sota la planta, hi apareix el nom científic: HLADNIKIA PASTINACIFOLIA, escrit en forma d'arc. En un cercle al voltant del dibuix central, la llegenda SLOVENIJA 2010. 200 LET. BOTANIČNI VRT. LJUBLJANA. A la corona exterior de la moneda apareixen les dotze estrelles de la Unió Europea envoltant el disseny central, damunt un fons de línies concèntriques circulars. |                   | |                           |                         |
| |                   | |                           |                         |
| | França            | 70è. aniversari de la Crida del 18 de juny                                                             | 20,064 milions de monedes | 28 de maig del 2010     |
| Descripció: Al cercle central hi ha la representació del general Charles de Gaulle, uniformat i sense gorra, davant d'un micròfon típic de l'època, llegint la Crida (Appel), que porta inserides les sigles RF (de République Française). Dalt de tot hi ha la data d'emissió i, a sota, les inscripcions 70 ANS i APPEL 18 JUIN. |                   | |                           |                         |
| |                   | |                           |                         |
| | Bèlgica           | Presidència belga del Consell de la Unió Europea                                                       | 5 milions de monedes      | 10 de juny del 2010     |
| Descripció: Al cercle central hi figuren les lletres estilitzades EU i trio.be. Per sobre de les lletres, la inscripció en anglès BELGIAN PRESIDENCY OF THE COUNCIL OF THE EU 2010 i, per sota, la inscripció trilingüe (en neerlandès, francès i alemany) BELGIË BELGIQUE BELGIEN. Sota el logotip, l'any d'emissió, flanquejat per la marca de la seca a la destra i la marca del gravador a la sinistra. A la corona exterior de la moneda apareixen les dotze estrelles de la Unió Europea envoltant el disseny central. |                   | |                           |                         |
| |                   | |                           |                         |
| | San Marino        | 500è. aniversari de la mort de Sandro Botticelli                                                       | 130.000 monedes           | 7 de setembre del 2010  |
| Descripció: Al cercle central s'hi representa el rostre de la Voluptat, una de les Tres Gràcies presents al quadre La primavera de Sandro Botticelli. Dalt de tot hi ha la data d'emissió, a la destra el nom de l'estat emissor, SAN MARINO, i la marca de la seca, i a la sinistra la inicial m del dissenyador Roberto Mauri. A la corona exterior de la moneda apareixen les dotze estrelles de la Unió Europea envoltant el disseny central. |                   | |                           |                         |
| |                   | |                           |                         |
| | Portugal          | Centenari de la República Portuguesa                                                                   | 2,035 milions de monedes  | 7 de setembre del 2010  |
| Descripció: Al cercle central s'hi representa, al centre, l'escut de Portugal i l'efígie de la República, dos dels símbols més representatius de la República Portuguesa, envoltats per la inscripció REPÚBLICA PORTUGUESA – 1910-2010, la marca de la seca i el nom del dissenyador, JOSÉ CÂNDIDO. A la corona exterior de la moneda apareixen les dotze estrelles de la Unió Europea envoltant el disseny central. |                   | |                           |                         |
| |                   | |                           |                         |
| Vaticà 2010 | Ciutat del Vaticà | Any Sacerdotal                                                                                         | 115.000 monedes           | 12 d'octubre del 2010   |
| Descripció: Al cercle central hi ha la representació d'un pastor traient un xai de la boca d'un lleó. Al voltant del dibuix hi ha dues inscripcions: el nom de l'estat emissor a la part superior, CITTA' DEL VATICANO, i el motiu commemoratiu, ANNO SACERDOTALE, a la part de sota. L'any d'emissió és a la destra del dibuix central, a sota hi ha la marca de la seca i, a la sinistra, el nom de l'artista, VEROI. A la corona exterior de la moneda apareixen les dotze estrelles de la Unió Europea envoltant el disseny central.                                                                                        |                   | |                           |                         |
| |                   | |                           |                         |
| | Grècia            | 25è. centenari de la batalla de Marató                                                                 | 2,5 milions de monedes    | 25 d'octubre del 2010   |
| Descripció: El cercle central presenta la síntesi d'un escut i d'un soldat corrent que simbolitza la lluita per la llibertat i els ideals nobles derivats de la batalla de Marató. L'ocell de l'escut representa el naixement de la civilització occidental en la seva forma actual. Tot al voltant de l'escut hi ha la inscripció en grec ΜΑΡΑΘΩΝΑΣ / 2500 ΧΡΟΝΙΑ / 490 Π.Χ. / 2010 Μ.Χ. ('Marató / 2500 anys / 490 AC / 2010 DC') i el nom de l'estat emissor (ΕΛΛΗΝΙΚΗ ΔΗΜΟΚΡΑΤΙΑ, 'República Hel·lènica'). A la corona exterior de la moneda apareixen les dotze estrelles de la Unió Europea envoltant el disseny central. |                   | |                           |                         |
| |                   | |                           |                         |
| | Finlàndia         | Decret monetari del 1860 que autoritzava Finlàndia a emetre bitllets i monedes                         | 1,6 milions de monedes    | 11 de novembre del 2010 |
| Descripció: A la destra del cercle central s'hi representa el lleó estilitzat de l'escut de Finlàndia i l'any d'emissió, i a la sinistra hi ha la marca de la seca i uns quants nombres que simbolitzen els valors impresos a les monedes. A la part de sota hi ha el nom de l'estat emissor, indicat per la inscripció FI. A la corona exterior de la moneda apareixen les dotze estrelles de la Unió Europea envoltant el disseny central. |                   | |                           |                         |
| |                   | |                           |                         |
| | Itàlia            | 200è. aniversari del naixement de Camillo Benso, comte de Cavour                                       | 4 milions de monedes      | 9 de desembre del 2010  |
| Descripció: Al centre central de la moneda hi ha un detall del retrat de l'estadista italià, amb les inscripcions CAVOUR i RI (inicials de Repubblica Italiana) a la destra i, a la sinistra, la marca de la seca, les dates 1810 i 2010 i les inicials de l'artista, C.M. (Claudia Momoni). A la corona exterior de la moneda apareixen les dotze estrelles de la Unió Europea envoltant el disseny central. |                   | |                           |                         |

## Nota
1. ↑  En heràldica les direccions es descriuen en referència al portador de l'escut d'armes i no pas en referència a l'observador. Per això, a les descripcions d'aquestes monedes la destra es correspon amb l'esquerra de l'observador, mentre que la sinistra es correspon amb la dreta.